# Алектра Блу
Саша Клифорд (енгл. Sasha Clifford; 9. јун 1983), познатија под псеудонимом Алектра Блу (енгл. Alektra Blue), америчка је порнографска глумица.

## Каријера
Алектра Блу је рођена у граду Финикс, држава Аризона, али је одрасла у Даласу. Дебитовала је као глумица у индустрији порнографије 2005. када је имала 22 године, на позив своје дугогодишње пријатељице Тејрин Томас.
Већ прве године у порно индустрији Алектра осваја награду F.A.M.E. за омиљену нову звезду године и номинацију за АВН награду за најбољу нову звезду. Глумила је у више порнографских жанрова, као што су мастурбација са и без дилда, вагинални, анални и орални секс, камшот, групни и лезбејски секс.
Такође је фотографисана у најпознатијим часописима за мушкарце као што су Чери, Клуб, Пентхаус, Хаслер и други. Часопис Пентхаус је прогласио „љубимицом“ (енгл. Penthouse Pet) за месец април 2008. године.
У 2008. је потписала уговор са продукцијском кућом Wicked Pictures. Године 2010, појавила се заједно са другом порно глумицом Џесиком Дрејк у споту за песму Telephone певачице Лејди Гаге (дует са Бијонсе).
У фебруару 2013, током гостовања у једној радио емисији у Питсбургу, Алектра је изјавила да више није део компаније Wicked Pictures, да је слободан агент и како жели да створи сопствену продукцијску кућу. У мају исте године она је потписала ексклузивни уговор са компанијом Brazzers.
Била је удата за порно-глумца и директора Пата Мејна са којим је снимала филмове, али су се касније развели.
До 2013. године појавила се у око 300 филмова за одрасле.

## Награде
Алектра је освојила 5 награда у области које се баве филмовима за одрасле, а била је двадесетак пута номинована.
- 2006 F.A.M.E. награда – Омиљена почетница и звезда[10]
- 2008 АВН награда – Најбоља сцена секса са девојкама – Babysitters[11]
- 2010 АВН награда – Најбоља групна сцена секса – 2040[12]
- 2011 АВН награда – Награда фанова за најлепше тело[13]
- 2013 Juliland награда – Девојка године[14]

## Изабрана филмографија
- 2005: Suck It Dry 1
- 2006: Blow Me Sandwich 10
- 2007: Total Interactive Control of Alektra
- 2007: Babysitters
- 2008: Roller Dollz
- 2008: Fallen
- 2009: 2040
- 2010: Speed
- 2011: The Rocki Whore Picture Show: A Hardcore Parody
- 2012: MIB Men In Black - A Hardcore Parody
- 2013: Soaking Wet